# Hüseyin Avni Karslıoğlu

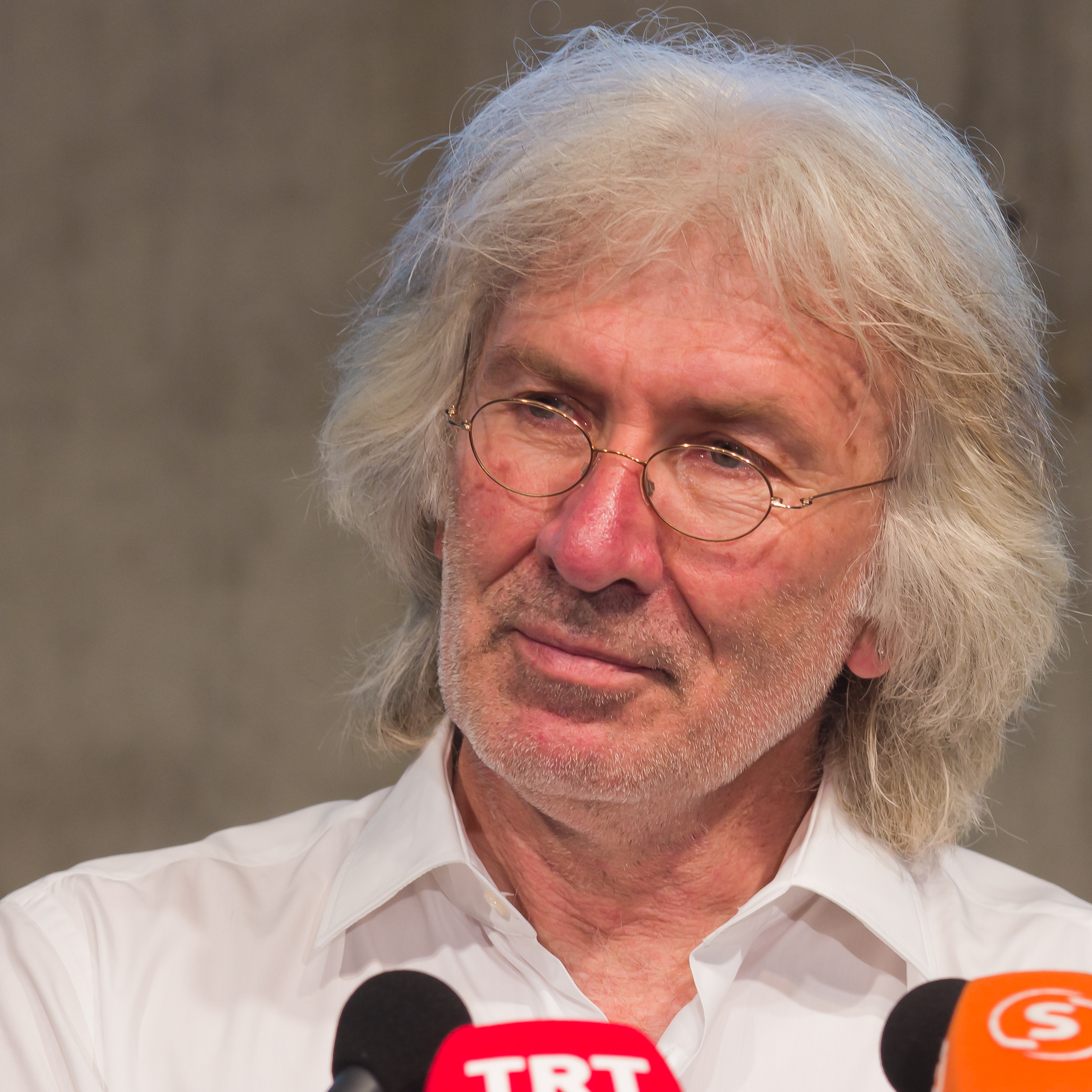
Hüseyin Avni Karslıoğlu, 2014

Hüseyin Avni Karslıoğlu (* 15. November 1956 in Yozgat) ist ein türkischer Diplomat. Er war von 2013 bis 2016 Botschafter der Republik Türkei in Deutschland.

## Leben
Karslıoğlu verbrachte als Kind einige Jahre mit seinen Eltern in Deutschland. Später besuchte er die Ankara-Cumhuriyet-Oberschule und die Fakultät für Politische Wissenschaften der Universität Ankara, Abteilung für Außenbeziehungen. Nach Abschluss des Studiums wurde er 1982 Diplomat im Ministerium für Auswärtige Angelegenheiten, zunächst Beamtenanwärter und III. Sekretär in der Abteilung für Information und Forschung. Nach verschiedenen Positionen in der Zentrale in Ankara waren ab 1984 seine externen Stationen Teheran, New York und Oslo. 1986 wurde er Stellvertretender Konsul im Generalkonsulat in Sydney. 2001 wurde er zum Generalkonsul im georgischen Batumi ernannt. 2004 leitete er im Ministerium die Abteilung für Zentralasien, um 2007 Botschafter im aserbaidschanischen Baku zu werden. 2008 wurde er Kabinettschef des türkischen Präsidenten Abdullah Gül. Am 26. September 2011 wurde im Amtsblatt das Dekret veröffentlicht, das ihn zum Botschafter in Deutschland ernannte. Er wurde am 15. Januar 2012 offiziell bestellt. Am 30. Oktober 2012 konnte er in Gegenwart mehrerer Spitzenpolitiker aus beiden Ländern den Neubau der Türkischen Botschaft in Berlin eröffnen.
Im Einklang mit der offiziellen Politik seines Landes setzte sich Karslıoğlu für den Beitritt seines Landes zur Europäischen Union ein. Er bemühte sich um türkische Erzieher und Erzieherinnen für deutsche Kindergärten, um den Türkeistämmigen in Deutschland die Entscheidung für den Kindergarten leichter zu machen und so Bildung und Integration türkeistämmiger Kinder zu verbessern.
Im Zuge der politischen Auseinandersetzungen zwischen der türkischen und der deutschen Regierung anlässlich der Bundestagsresolution vom 2. Juni 2016 zur Anerkennung des türkischen Völkermords an den Armeniern wurde Karslıoğlu als Botschafter aus Berlin abgezogen. Sein Nachfolger wurde Ali Kemal Aydın.
Karslıoğlu ist verheiratet, Vater von zwei Kindern und spricht fließend Deutsch und Englisch.